# Tracy Panton
Tracy Taegar Panton, née le 17 avril 1969, est une femme politique bélizienne. Membre du Parti démocratique uni (UDP), elle est la représentante de la circonscription d'Albert depuis 2015 et la cheffe de l'opposition depuis 2025.

## Biographie

### Parcours professionnel
Son père, Leroy Taegar, est candidat au conseil municipal pour le Parti uni du peuple (PUP) en 1977. Panton fait carrière dans l'industrie du tourisme au Belize. Elle passe douze années en tant que directrice de l'Office du tourisme du Belize avant de quitter son poste en 2009. En 2012, elle est nommée directrice générale du ministère du tourisme et de la culture, poste qu'elle occupe jusqu'à sa nomination en tant que candidate à la Chambre des représentants dans la circonscription d'Albert lors des élections législatives de 2015.

### Parcours politique
Elle est élue lors des élections de 2015, puis réélue pour un deuxième mandat lors des élections législatives de novembre 2020. 
En 2022, soutenue par Patrick Faber, chef sortant de l'UDP, elle est candidate pour l'élection du chef du parti. Elle perd l'élection de seulement trois voix face à Moses Barrow, fils de l'ancien Premier ministre Dean Barrow. La faible marge de victoire de Barrow amène à des tensions avec les partisans de Panton qui contestent sa direction,.
En août 2024, elle fonde l'Alliance pour la démocratie (AFD) en tant que faction au sein de l'UDP,. Sa faction soumet une pétition afin de destituer Barrow, mais cette dernière est rejetée, la direction du parti soutenant que la création de sa nouvelle formation a pour conséquence la démission de Panton du parti. Le 20 octobre 2024, l'AFD organise une convention nationale du parti, en élisant Panton comme cheffe du parti par intérim, cependant l'évènement n'est pas reconnu par Moses Barrow qui considère que cette dernière n'est plus membre de l'UDP.
À l'approche des élections législatives de mars 2025, son conflit avec Barrow amène à la présentation de plusieurs candidats de l'UDP dans une même circonscription. Au total, 41 candidats sont désignés sous la bannière de l'UDP, mais avec une participation dans seulement 27 des 31 circonscriptions. Sa faction remporte trois sièges, contre deux pour celle de Moses Barrow. Tracy Panton est réélue dans sa circonscription d'Albert et la défaite de Barrow dans sa circoncription de Mesopotamia lui permet de prêter serment le 14 mars comme nouvelle cheffe de l'opposition, devenant la première femme à occuper cette fonction,.